# Pietro Spica Marcataio
Pietro Spica Marcataio (Caccamo, 20 giugno 1854 – Padova, 16 giugno 1929) è stato un chimico italiano, socio dell'Accademia Nazionale dei Lincei dal 1922 e presidente dell'Istituto Veneto di Scienze, Lettere ed Arti dal 1921 al 1923.

## Biografia
La sua carriera accademica inizia presso l'Università di Palermo con la laurea in scienze fisiche e chimiche. Successivamente divenne assistente per la cattedra di chimica generale, nel 1879 prese la cattedra di chimica farmaceutica presso l'Università di Padova. È il bisnonno del pittore milanese, quasi omonimo, Pietro Spica.
Fu anche preside della facoltà di farmacia negli anni 1888-1900 e dal 1906 fino alla sua morte.
Fu presidente dell'Istituto Veneto di Scienze, Lettere ed Arti dal 1921 al 1923.
Ebbe l'incarico di assessore comunale per i servizi sanitari, sempre a Padova, e durante la prima guerra mondiale fu incaricato d'indagare sugli agenti chimici usati dai nemici al fronte.

## Opere principali
- Ricerche sulla genesi delle ptomaine (con E. Paternò), R. Accademia dei Lincei, "Memorie della classe di scienze fisiche, matematiche e naturali", v.12, seduta 8 gennaio 1882
- Chimica medico- farmaceutica e tossicologica, 2 voll in più tomi, Feltre, Tip. Panfilo Castaldi, 1892-1907
- Riassunto delle lezioni di Chimica Bromatologica dettate nella R. Università di Padova, III Ed., CEDAM, Padova, 1928
- Tavole di Chimica analitica qualitativa Feltre, Tip. Panfilo Castaldi, 1892 (6. ed. accresciuta, riveduta e corretta, Padova, Tipografia del messaggero, 1936)
- La chimica dei metalloidi nella medicina, nella farmacia e nella tossicologia, Padova, Tipografia del Messaggero, 1936